# Битка при Ал Сафра
Битката при Ал Сафра се провежда през 1812 г.
Силите на Тусун паша с артилерията и оборудването си се придвижват напред като се опитват да си върнат Медина, но срещат силите на Сауд Ал Кабеер в долината Ал Сафра (Жълтата долина).
Армията на Сауд започва да атакува египтяните с конница от 200 души и около 10 000 мъже и успешно защитава Медина. След три дни битка египтяните се оттеглят обратно към крепостта Янбу.